# Comparettia newyorkorum
Comparettia newyorkorum är en orkidéart som först beskrevs av R.Vásquez, Ibisch och I.G.Vargas, och fick sitt nu gällande namn av Mark W. Chase och N.H.W. Comparettia newyorkorum ingår i släktet Comparettia, och familjen orkidéer.
Artens utbredningsområde är Bolivia. Inga underarter finns listade i Catalogue of Life.